# Zeilen op de Olympische Zomerspelen 1900
Zeilen is een van de olympische sporten die vanaf de eerste editie in 1896 op het olympische programma staan.
Het programma van de Olympische Zomerspelen 1900 in Parijs bestond uit twee gedeelten met in het totaal zeven disciplines. Het eerste deel werd van 20 tot en met 27 mei gehouden in op de Seine bij Meulan, het tweede gedeelte van 1 tot en met 5 augustus in de monding van de Seine op Het Kanaal nabij Le Havre.
In Meulan werden de jachten ingedeeld in een van de vijf klassen tussen de 0,5 ton en de 10 ton. Nog niet eerder had men op de Seine een zo grote verzameling van uiteenlopende wedstrijdschepen gezien. De zeilomstandigheden waren niet optimaal vanwege weinig wind uit het noordoosten en een sterke getijdenstroom.
In Le Havre werd in de 10-20 ton en in de open klasse gevaren. Onder goede weersomstandigheden kon op de 22 zeemijl lange banen goed worden gevaren.

## Deelname

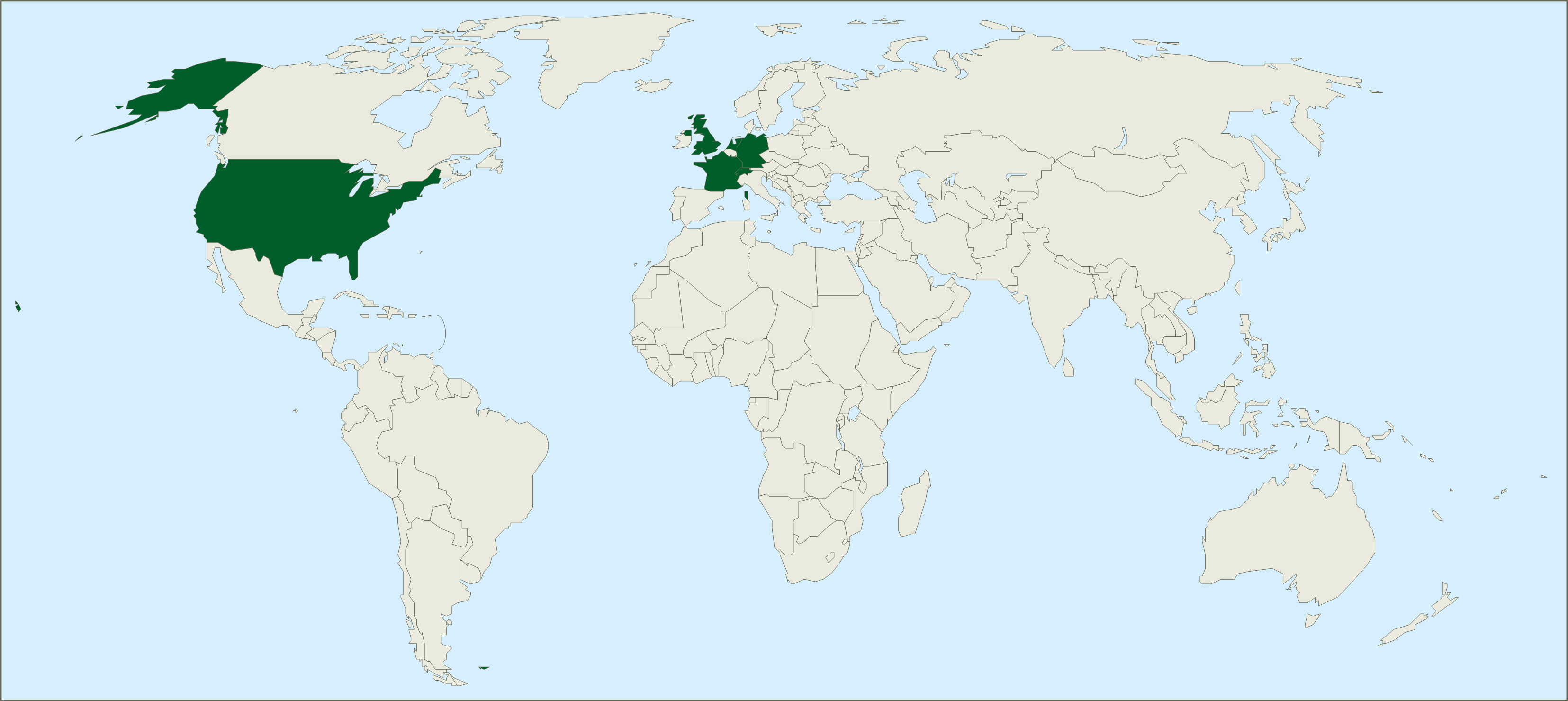

| Continenten | Landen | Klassen | Boten  | Zeilers | Zeilsters      |
| ----------- | ------ | ------- | ------ | ------- | -------------- |
| 2           | 6      | 7       | ± 45 ¹ | 240 ¹   | 1 (minimaal) ¹ |

¹ Aantallen deelnemers en deelnemende schepen zijn niet betrouwbaar. In het officiële verslag lopen deelnemers aan de olympische zeilwedstrijden en de wedstrijden voor de wereldtentoonstelling door elkaar. 
Deelnemende landen
De volgende landen deden mee:
 Duitsland
 Frankrijk
 Groot-Brittannië
 Nederland
 Verenigde Staten
 Zwitserland
 Gemengd team

## Medaillewinnaars
| Onderdeel             | Goud             | Goud             | Zilver      | Zilver      | Brons            | Brons            |
| --------------------- | ---------------- | ---------------- | ----------- | ----------- | ---------------- | ---------------- |
| Klasse 0-½ ton race 1 | Frankrijk        | Frankrijk        | Frankrijk   | Frankrijk   | Frankrijk        | Frankrijk        |
| Klasse 0-½ ton race 2 | Frankrijk        | Frankrijk        | Frankrijk   | Frankrijk   | Frankrijk        | Frankrijk        |
| Klasse ½-1 ton        | Groot-Brittannië | Groot-Brittannië | Frankrijk   | Frankrijk   | Frankrijk        | Frankrijk        |
| Klasse 1-2 ton race 1 | Zwitserland      | Zwitserland      | Frankrijk   | Frankrijk   | Frankrijk        | Frankrijk        |
| Klasse 1-2 ton race 2 | Duitsland        | Duitsland        | Zwitserland | Zwitserland | Frankrijk        | Frankrijk        |
| Klasse 2-3 ton race 1 | Gemengd team     | Gemengd team     | Frankrijk   | Frankrijk   | Frankrijk        | Frankrijk        |
| Klasse 2-3 ton race 2 | Gemengd team     | Gemengd team     | Frankrijk   | Frankrijk   | Frankrijk        | Frankrijk        |
| Klasse 3-10 ton       | Groot-Brittannië | Groot-Brittannië | Frankrijk   | Frankrijk   | Verenigde Staten | Verenigde Staten |
| Klasse 10-20 ton      | Frankrijk        | Frankrijk        | Frankrijk   | Frankrijk   | Groot-Brittannië | Groot-Brittannië |
| Open klasse           | Groot-Brittannië | Groot-Brittannië | Duitsland   | Duitsland   | Frankrijk        | Frankrijk        |

## Uitslagen
Er werden bij de zeilwedstrijden tijdens de wereldtentoonstelling meerdere prijzen, waaronder geldprijzen, uitgereikt. Ook voor de olympische winnaars waren er geldprijzen beschikbaar. Alleen de vermelde uitslagen zijn door het IOC naderhand met een olympische medaille gehonoreerd.

### Klasse 0-½ ton

#### race 1
| Nr.    | Land      | Boot        | Deelnemer(s)                                    | Tijd    |
| ------ | --------- | ----------- | ----------------------------------------------- | ------- |
| Goud   | Frankrijk | Baby        | Pierre Gervais                                  | 1:06.16 |
| Zilver | Frankrijk | Quand-Même  | Jean Charcot Robert Linzeler Texier I Texier II | 1:08.54 |
| Brons  | Frankrijk | Sarcelle    | Gaston Cailleux Henri Monnot Léon Tellier       | 1:19.31 |
| 4      | Frankrijk | Souriceau   | Maurice Monnot                                  | 1:21.01 |
| 5      | Frankrijk | Plume-Patte | Jacques de Constant                             | 1:21.37 |
| 6      | Frankrijk | Giselle     | Georges Semichon                                | 1:23.30 |
| —      | Frankrijk | Fantlet     | Emile Sacré                                     | DNF     |

#### race 2
| Nr.    | Land      | Boot        | Deelnemer(s)                                    | Tijd    |
| ------ | --------- | ----------- | ----------------------------------------------- | ------- |
| Goud   | Frankrijk | Fantlet     | Emile Sacré                                     | 1:35.59 |
| Zilver | Frankrijk | Quand-Même  | Jean Charcot Robert Linzeler Texier I Texier II | 1:40.42 |
| Brons  | Frankrijk | Baby        | Pierre Gervais                                  | 1:48.44 |
| 4      | Frankrijk | Sarcelle    | Gaston Cailleux Henri Monnot Léon Tellier       | 2:07.52 |
| 5      | Frankrijk | Souriceau   | Maurice Monnot                                  | 2:08.04 |
| 6      | Frankrijk | Giselle     | Georges Semichon                                | 2:34.09 |
| —      | Frankrijk | Plume-Patte | Jacques de Constant                             | DNF     |

### Klasse ½-1 ton

#### Race 1
| Nr.    | Land             | Boot           | Deelnemer(s)                                                          | Tijd    |
| ------ | ---------------- | -------------- | --------------------------------------------------------------------- | ------- |
| Goud   | Groot-Brittannië | Scotia         | Lorne Currie John Gretton Linton Hope Algernon Maudslay               | 3:29.45 |
| Zilver | Frankrijk        | Crabe II       | Jacques Baudrier Jean le Bret F. Marcotte William Martin Jules Valton | 3:39.23 |
| Brons  | Frankrijk        | Scanasaxe      | E. Michelet F. Michelet                                               | 3:42.40 |
| 4      | Frankrijk        | Crabe I        | Jean de Chabannes                                                     | 3:47.11 |
| 5      | Frankrijk        | Pierre et Jean | Jean de Constant                                                      | 3:52.44 |
| 6      | Frankrijk        | Suzon IV       | Legru                                                                 | 3:53.50 |
| 7      | Frankrijk        | Petit-Poucet   | Auguste Dormeuil                                                      | 3:56.55 |
| 8      | Frankrijk        | C.V.A.         | Texier I Texier II                                                    | 4:00.32 |

#### Race 2
| Nr.    | Land             | Boot          | Deelnemer(s)                                                               | Tijd     |
| ------ | ---------------- | ------------- | -------------------------------------------------------------------------- | -------- |
| Goud   | Frankrijk        | Pettit-Poucet | Louis Auguste-Dormeuil                                                     | 03:27.07 |
| Zilver | Frankrijk        | Scamasaxe     | Émile Michelet Marcel Meran                                                | 03:30.31 |
| Brons  | Frankrijk        | Crabe II      | Jules Valton\| Jacques Baudrier Jean Le Bret Félix Marcotte William Martin | 03:41.24 |
| 4      | Groot-Brittannië | Scotia        | Lorne Currie Algernon Maudslay John Gretton Linton Hope                    | 03:45.46 |
| 5      | Frankrijk        | Crabe I       | Jean De Chabanne La Palice                                                 | 03:50.45 |
| 6      | Frankrijk        | Suzon IV      | L. Legru                                                                   | 03:59.27 |
| 7      | Frankrijk        | Galopin       | Letot Dupland                                                              | 04:05.40 |
| 8      | Frankrijk        | Ariette       | Phocion Rossollin                                                          | 04:08.10 |

### Klasse 1-2 ton

#### race 1
| Nr.    | Land        | Boot        | Deelnemer(s)                                                  | Tijd    |
| ------ | ----------- | ----------- | ------------------------------------------------------------- | ------- |
| Goud   | Zwitserland | Lérina      | Bernard de Pourtalès Hélène de Pourtalès Hermann de Pourtalès | 2:15.32 |
| Zilver | Frankrijk   | Marthe      | Auguste Albert Duval Charles Hugo F. Vilamitjana              | 2:17.29 |
| Brons  | Frankrijk   | Nina-Claire | Jacques Baudrier Lucien Baudrier Dubosq Edouard Mantois       | 2:26.28 |
| 4      | Frankrijk   | Amulet      | Eugène Laverne Henri Laverne                                  | 2:26.56 |
| 5      | Frankrijk   | Ducky       | Marcel Moisand                                                | 2:31.14 |
| 6      | Frankrijk   | Freia       | Warenhorst                                                    | 2:33.54 |
| 7      | Frankrijk   | Mamie       | Texier I Texier II                                            | 2:52.30 |
| 8      | Frankrijk   | Alcyon      | Lecointre                                                     | 3:05.06 |

#### race 2
| Nr.    | Land        | Boot         | Deelnemer(s)                                                  | Tijd    |
| ------ | ----------- | ------------ | ------------------------------------------------------------- | ------- |
| Goud   | Duitsland   | Aschenbrödel | Georg Naue Heinrich Peters Ottokar Weise Paul Wiesner         | 3:09.19 |
| Zilver | Zwitserland | Lérina       | Bernard de Pourtalès Hélène de Pourtalès Hermann de Pourtalès | 3:35.14 |
| Brons  | Frankrijk   | Marthe       | Auguste Albert Duval Charles Hugo F. Vilamitjana              | 3:37.49 |
| 4      | Frankrijk   | Nina-Claire  | Jacques Baudrier Lucien Baudrier Dubosq Edouard Mantois       | 4:10.17 |
| 5      | Frankrijk   | Freia        | Warenhorst                                                    | 4:11.22 |
| 6      | Frankrijk   | Mamie        | Texier I Texier II                                            | 4:30.08 |
| 7      | Frankrijk   | Ducky        | Marcel Moisand                                                | 4:48.07 |
| —      | Frankrijk   | Amulet       | Eugène Laverne Henri Laverne                                  | DNF     |
| —      | Frankrijk   | Alcyon       | Lecointre                                                     | DNF     |

### Klasse 2-3 ton

#### race 1
| Nr.    | Land         | Boot       | Deelnemer(s)                                                              | Tijd    |
| ------ | ------------ | ---------- | ------------------------------------------------------------------------- | ------- |
| Goud   | Gemengd team | Ollé       | William Exshaw ( GBR) Frédéric Blanchy ( FRA) Jacques Le Lavasseur ( FRA) | 2:17.30 |
| Zilver | Frankrijk    | Favorite   | Doucet Godinet Mialaret Susse                                             | 2:20.03 |
| Brons  | Frankrijk    | Gwendoline | de Cottignon Emile Jean-Fontaine Ferdinand Schlatter                      | 2:24.48 |
| 4      | Frankrijk    | Mignon     | Auguste Donny                                                             | 2:26.31 |

#### race 2
| Nr.    | Land         | Boot       | Deelnemer(s)                                                              | Tijd    |
| ------ | ------------ | ---------- | ------------------------------------------------------------------------- | ------- |
| Goud   | Gemengd team | Ollé       | William Exshaw ( GBR) Frédéric Blanchy ( FRA) Jacques Le Lavasseur ( FRA) | 4:17.34 |
| Zilver | Frankrijk    | Favorite   | Doucet Godinet Mialaret Susse                                             | 4:23.57 |
| Brons  | Frankrijk    | Mignon     | Auguste Donny                                                             | 4:52.13 |
| —      | Frankrijk    | Gwendoline | de Cottignon Emile Jean-Fontaine Ferdinand Schlatter                      | DNF     |

### Klasse 3-10 ton

#### Race 1
| Nr.    | Land      | Boot      | Deelnemer(s)                                                        | Tijd     |
| ------ | --------- | --------- | ------------------------------------------------------------------- | -------- |
| Goud   | Frankrijk | Fémur     | Henri Gilardoni                                                     | 03:45.02 |
| Zilver | Nederland | Mascotte  | Henri Smulders Chris Hooijkaas Arie van der Velden                  | 03:46.52 |
| Brons  | Frankrijk | Gitana    | Maurice Gufflet A. Dubois J. Dubois Robert Gufflet Charles Guiraist | 03:52.02 |
| 4      | Frankrijk | Turquoise | Émile Michelet                                                      | 03:55.16 |
| 5      | Frankrijk | Mascaret  | Leroy                                                               | 04:01.35 |
| 6      | Frankrijk | Pirouette | William Martin                                                      | 04:18.18 |
| 7      | ZZX       | Frimousse | H. MacHenry ( USA) John Howard Taylor ( GBR)                        | onbekend |
| 8      | FRA       | Gyp       | Henry Maingot                                                       | onbekend |
| 9      | Frankrijk | Singy     | Texier (stuurman) Texier (zeiler)                                   | onbekend |

#### Race 2
| Nr.    | Land             | Boot      | Deelnemer(s)                                                     | Tijd    |
| ------ | ---------------- | --------- | ---------------------------------------------------------------- | ------- |
| Goud   | Groot-Brittannië | Bona Fide | Edward Hore Harry Jefferson John Howard Taylor                   | 4:14.58 |
| Zilver | Frankrijk        | Gitana    | A. Dubos J. Dubos Maurice Gufflet Robert Gufflet Charly Guiraist | 4:35.44 |
| Brons  | Verenigde Staten | Frimousse | H. MacHenry                                                      | 4:38.49 |
| 4      | Nederland        | Mascotte  | Henricus Smulders Christoffel Hooijkaas Arie van der Velden      | 4:46.36 |
| 5      | Frankrijk        | Mascaret  | Leroy                                                            | 5:08.51 |
| 6      | Frankrijk        | Marsouin  | Mousette                                                         | 5:16.50 |
| 7      | Frankrijk        | Pirouette | William Martin                                                   | 5:30.07 |
| -      | Frankrijk        | Turquoise | E. Michelet                                                      | DSQ     |

### Klasse 10-20 ton
| Nr.    | Land             | Boot       | Deelnemer(s)               | Klasseringen |
| ------ | ---------------- | ---------- | -------------------------- | ------------ |
| Goud   | Frankrijk        | Estérel    | Émile Billard Paul Perquer | 1, 2, 1      |
| Zilver | Frankrijk        | Quand-même | Jean Decazes               | 2, 3, 3      |
| Brons  | Groot-Brittannië | Laurea     | Edward Hore                | 3, 1, 6      |
| 4      | Frankrijk        | Rozenn     | Cronier                    | 6, 4, 2      |
| 5      | Groot-Brittannië | Nan        | S. M. Mellor               | 5, 5, 4      |
| 6      | Frankrijk        | Luna       | team                       | 4, 6, 5      |

### Open klasse
In de open klasse konden alle boten uit de bovenstaande klassen deelnemen.
| Nr.    | Land             | Boot           | Deelnemer(s)                                            | Tijd    |
| ------ | ---------------- | -------------- | ------------------------------------------------------- | ------- |
| Goud   | Groot-Brittannië | Scotia         | Lorne Currie John Gretton Linton Hope Algernon Maudslay | 5:56.17 |
| Zilver | Duitsland        | Aschenbrödel   | Georg Naue Heinrich Peters Ottokar Weise Paul Wiesner   | 5:58.17 |
| Brons  | Frankrijk        | Turquoise      | E. Michelet F. Michelet                                 | 6:12.12 |
| 4      | Frankrijk        | Fantlet        | Emile Sacré                                             | 7:04.08 |
| 5      | Frankrijk        | Pierre et Jean | Jean de Constant                                        |         |

## Medaillespiegel
| Rang   | Land             | Goud | Zilver | Brons | totaal |
| ------ | ---------------- | ---- | ------ | ----- | ------ |
| 1      | Frankrijk        | 3    | 8      | 8     | 19     |
| 2      | Groot-Brittannië | 3    | 0      | 1     | 4      |
| 3      | Gemengd team     | 2    | 0      | 0     | 2      |
| 4      | Duitsland        | 1    | 1      | 0     | 2      |
| 4      | Zwitserland      | 1    | 1      | 0     | 2      |
| 6      | Verenigde Staten | 0    | 0      | 1     | 1      |
| totaal | totaal           | 10   | 10     | 10    | 30     |

Athene 1896 · 
Parijs 1900 · 
St. Louis 1904 · 
Londen 1908 · 
Stockholm 1912 · 
Antwerpen 1920 · 
Parijs 1924 · 
Amsterdam 1928 · 
Los Angeles 1932 · 
Berlijn 1936 · 
Londen 1948 · 
Helsinki 1952 · 
Melbourne 1956 · 
Rome 1960 · 
Tokio 1964 · 
Mexico-stad 1968 · 
München 1972 · 
Montréal 1976 · 
Moskou 1980 · 
Los Angeles 1984 · 
Seoel 1988 · 
Barcelona 1992 · 
Atlanta 1996 · 
Sydney 2000 · 
Athene 2004 · 
Peking 2008 · 
Londen 2012 · 
Rio de Janeiro 2016 · 
Tokio 2020 · 
Parijs 2024 · 
Los Angeles 2028

Medaillewinnaars
Atletiek · Boogschieten · Cricket · Croquet · Golf · Paardensport · Pelota · Polo · Roeien · Rugby · Schermen · Schietsport · Tennis · Touwtrekken · Turnen · Voetbal · Waterpolo · Wielersport · Zeilen · Zwemmen